# جرج‌تاون (کنتیکت)
جرج‌تاون (به انگلیسی: Georgetown) شهری در ایالت کنتیکات کشور ایالات متحده آمریکا است که جمعیت آن در سرشماری سال ۲۰۱۰ میلادی، ۱۹۲ نفر بوده‌است.

## نگارخانه

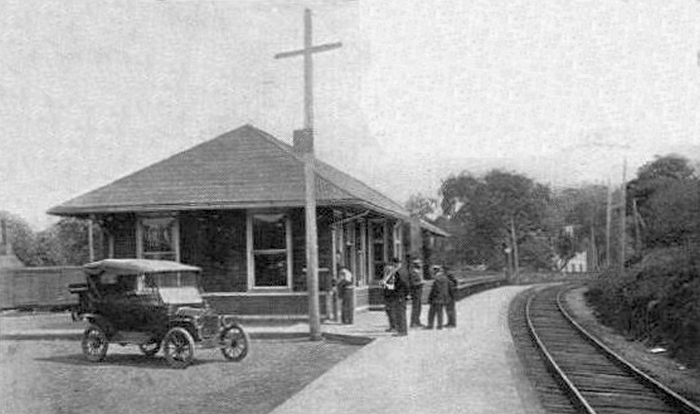